# 英国アカデミー賞 ライジング・スター賞
英国アカデミー賞 ライジング・スター賞（BAFTA Rising Star Award）は英国アカデミー賞の部門の一つで、演技における新しい才能に対して贈られる。2012年まではスポンサーのOrange UKの名を冠したオレンジ・ライジング・スター賞（Orange Rising Star Award）、2013年からはその後身のEEの名を冠したEEライジング・スター賞（EE Rising Star Award）とも呼ばれる。

## 概要
多くの新たな俳優・女優の飛躍を支援してきたキャスティング・ディレクターのメアリー・セルウェイの2004年の死去を受けて設立された。
5人の候補者は、性別や国籍、テレビと映画のどちらでブレイクしたかに関わらず選出される。候補はBAFTAの審査員によって選出されるが、受賞者は一般投票で決定する。最初の受賞者はジェームズ・マカヴォイ。

## 受賞者と候補者

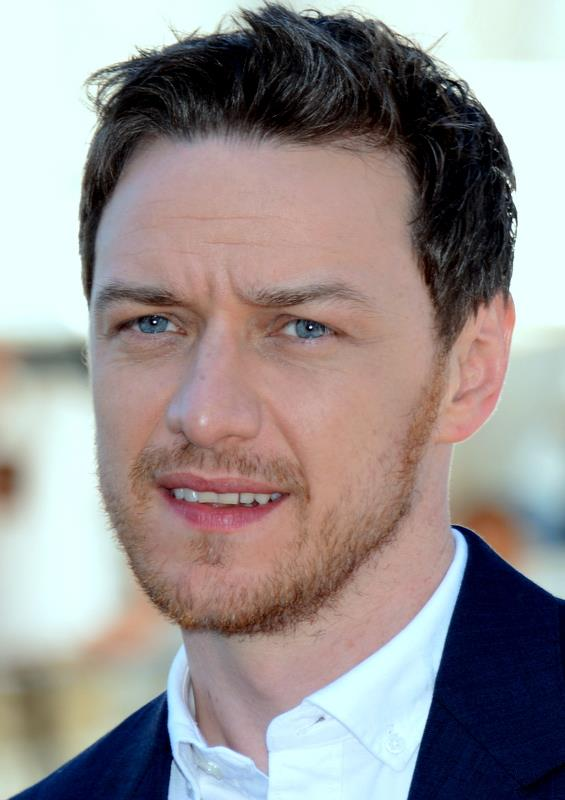
最初の受賞者のジェームズ・マカヴォイ。

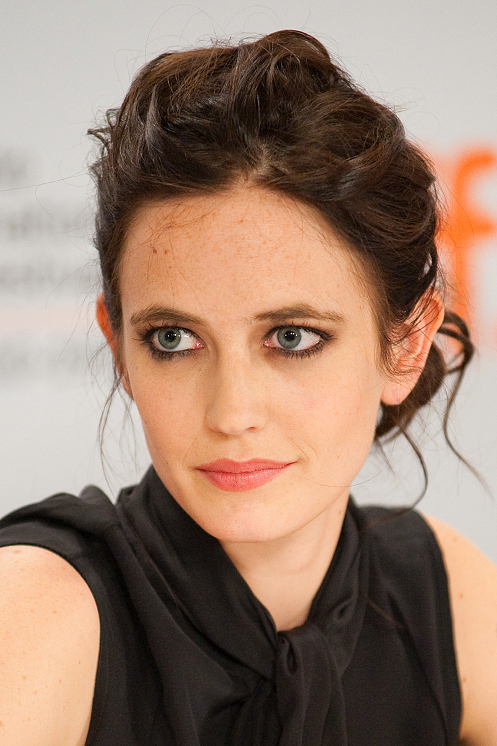
フランスの女優エヴァ・グリーンは最初の女性受賞者となった。

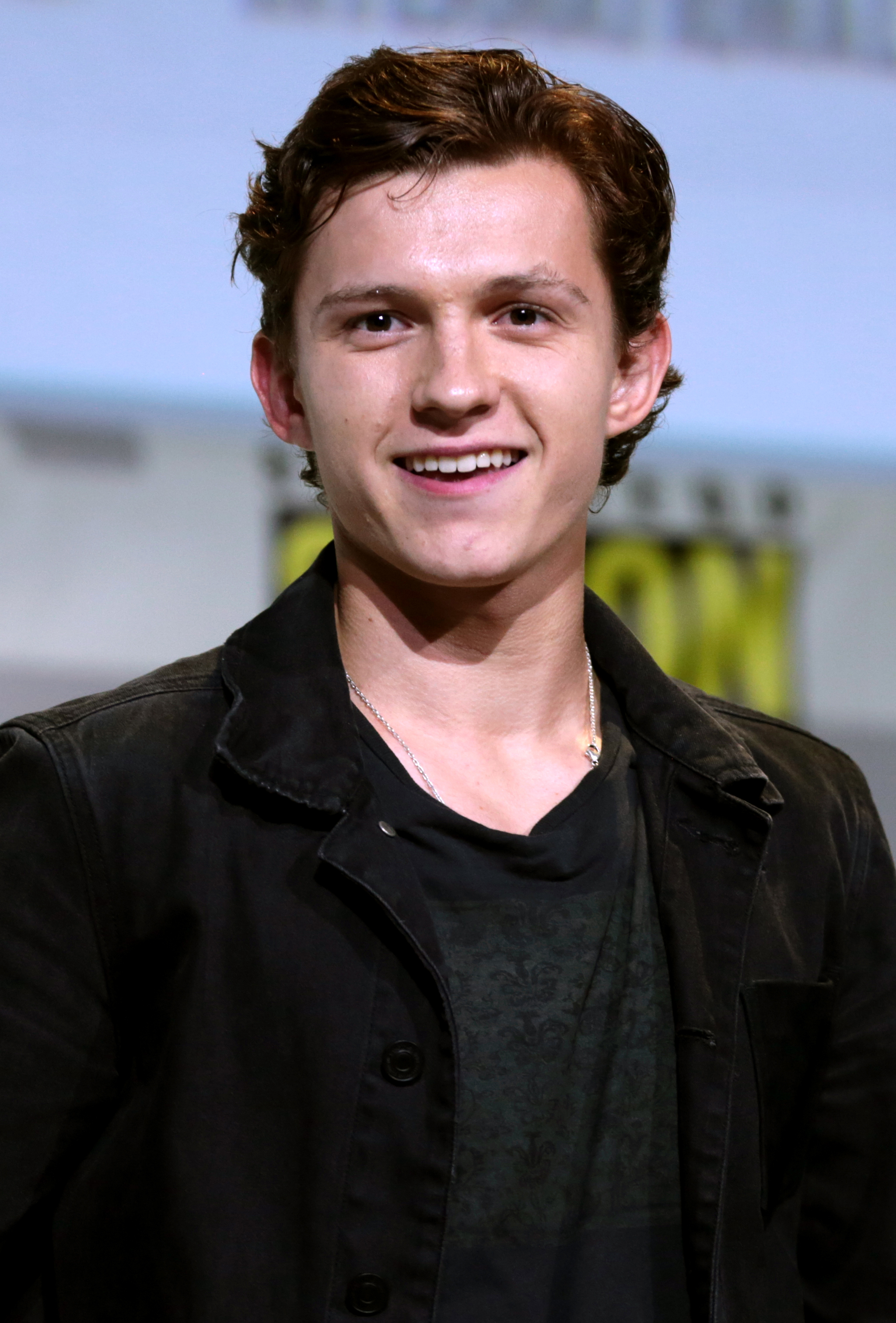
トム・ホランドは最年少受賞者となった。

年は授賞式の開催年。

### 2000年代
| 年          | 受賞者                   | 候補者                                                                                              |
| ----------- | ------------------------ | --------------------------------------------------------------------------------------------------- |
| 2005 第59回 | ジェームズ・マカヴォイ   | キウェテル・イジョフォー ガエル・ガルシア・ベルナル レイチェル・マクアダムス ミシェル・ウィリアムズ |
| 2006 第60回 | エヴァ・グリーン         | エミリー・ブラント ナオミ・ハリス キリアン・マーフィー ベン・ウィショー                             |
| 2007 第61回 | シャイア・ラブーフ       | シエナ・ミラー エリオット・ペイジ サム・ライリー 湯唯                                               |
| 2008 第62回 | ノエル・クラーク         | マイケル・セラ マイケル・ファスベンダー レベッカ・ホール トビー・ケベル                             |
| 2009 第63回 | クリステン・スチュワート | ジェシー・アイゼンバーグ ニコラス・ホルト キャリー・マリガン タハール・ラヒム                       |

### 2010年代
| 年          | 受賞者               | 候補者                                                                                          |
| ----------- | -------------------- | ----------------------------------------------------------------------------------------------- |
| 2010 第64回 | トム・ハーディ       | ジェマ・アータートン アンドリュー・ガーフィールド アーロン・テイラー＝ジョンソン エマ・ストーン |
| 2011 第65回 | アダム・ディーコン   | クリス・ヘムズワース トム・ヒドルストン クリス・オダウド エディ・レッドメイン                   |
| 2012 第66回 | ジュノー・テンプル   | エリザベス・オルセン アンドレア・ライズボロー スラージ・シャルマ アリシア・ヴィキャンデル       |
| 2013 第67回 | ウィル・ポールター   | デイン・デハーン ジョージ・マッケイ ルピタ・ニョンゴ レア・セドゥ                               |
| 2014 第68回 | ジャック・オコンネル | ググ・バサ＝ロー マーゴット・ロビー マイルズ・テラー シェイリーン・ウッドリー                   |
| 2015 第69回 | ジョン・ボイエガ     | タロン・エジャトン ダコタ・ジョンソン ブリー・ラーソン ベル・パウリー                           |
| 2016 第70回 | トム・ホランド       | ライア・コスタ ルーカス・ヘッジズ ルース・ネッガ アニャ・テイラー＝ジョイ                       |
| 2017 第71回 | ダニエル・カルーヤ   | フローレンス・ピュー ジョシュ・オコナー テッサ・トンプソン ティモシー・シャラメ                 |
| 2018 第72回 | レティーシャ・ライト | ジェシー・バックリー シンシア・エリヴォ バリー・コーガン ラキース・スタンフィールド             |
| 2019 第73回 | マイケル・ウォード   | オークワフィナ ケイトリン・ディーヴァー ケルヴィン・ハリソン・Jr ジャック・ロウデン             |

### 2020年代
| 年          | 受賞者                     | 候補者                                                                                    |
| ----------- | -------------------------- | ----------------------------------------------------------------------------------------- |
| 2020 第74回 | ブッキー・バックレイ       | キングズリー・ベン＝アディル モーフィド・クラーク ソープ・ディリス コンラッド・カーン     |
| 2021 第75回 | ラシャーナ・リンチ         | アリアナ・デボーズ ハリス・ディキンソン ミリセント・シモンズ コディ・スミット＝マクフィー |
| 2022 第76回 | エマ・マッキー             | ナオミ・アッキー シーラ･アティム ダリル・マコーマック エイミー・ルー・ウッド              |
| 2023 第77回 | ミア・マッケンナ＝ブルース | フィービー・ディネヴァー アヨ・エデビリ ジェイコブ・エロルディ ソフィー・ワイルド         |
| 2024 第78回 | デヴィッド・ジョンソン     | マリサ・アベラ ジャレル・ジェローム マイキー・マディソン ナバーン・リズワン               |